# Brau
I brau (o brao, in vietnamita: Người Brâu, detti anche lave) sono un gruppo etnico che vive in Laos, in Cambogia e in Vietnam.

## Distribuzione
La  popolazione totale è stata stimata nel 2010 in circa 38.901 unità suddivise come segue: 24.670 per il Laos, 14.000 in Cambogia e 231 in Vietnam. Durante la guerra del Vietnam i loro territori, compresi quelli laotiani e vietnamiti, furono oggetto dei bombardamenti americani che cercavano di distruggere il sentiero di Ho Chi Minh, e molti brau si rifugiarono in Vietnam, in Thailandia, in Francia e negli Stati Uniti.
Le regioni abitate da secoli da questa popolazione sono situate lungo la catena Annamita ai confini tra Laos e Cambogia, mentre quelli stanziati in Vietnam si sono trasferiti dalle zoni originali nell'ultimo secolo. In Laos si trovano soprattutto nella provincia di Attapeu e altri villaggi sono nelle province di Xekong e Champasak. Sono nella provincia di Ratanakiri in Cambogia e nella provincia di Kon Tum in Vietnam, dove vengono chiamati principalmente brau. I nomi alternativi sono brao, proue, brou, love, laveh, rawe. In Laos il loro nome sarebbe lave, ma vengono spesso chiamati brau per distinguerli dai membri delle vicine e differenti etnie laven e lawi.

## Cultura
I brau parlano la lingua lave, detta anche brau, che fa parte della famiglia linguistica mon khmer ed è mutualmente intelligibile con quelle dei vicini kru'ng, kavet e su.
Vi sono piccoli gruppi che si sono convertiti alla religione cristiana, grazie alle opere dei missionari presenti nei tre Stati, mentre la maggior parte dei brau professa fedi più tradizionali come l'Animismo ed il culto degli antenati. Nella loro tradizione orale, chiamata un cha đắc lếp, si fa riferimento ad un diluvio universale e agli spiriti chiamati Pa Xây. La cerimonia con cui vengono curati gli ammalati si chiama phakoket, ma a tale scopo vengono anche fatti sacrifici di animali agli spiriti.
La società è di tipo matriarcale. I maschi vengono chiamati Thao e le donne Nang, appellativi posti prima del nome proprio. Tra le altre tradizioni etniche vi sono quelle chiamate uốt bưng, che consiste nel limare i 4 denti incisivi superiori a ragazzi e ragazze quando entrano nell'età puberale, tavattơpit, che consiste nell'allungamento dei lobi con l'inserimento di pezzi di avorio o bambù, soprattutto da parte delle donne, e cingkrackang, con cui viene fatto un tatuaggio in fronte.
La tradizione secondo cui i brau abitano in lunghe capanne occupate da molti nuclei familiari si conserva solo nelle aree più remote. Di solito le capanne sono fatte di legno e paglia e sono disposte concentricamente con l'entrata rivolta verso il centro del villaggio, dove erigono una casa comune. Tale casa viene usata anche per l'educazione dei bambini, compito affidato di solito agli anziani, che tramandano le tradizioni etniche ed insegnano come difendere il villaggio da eventuali attacchi. Quando viene costruita una nuova casa, tutto il villaggio partecipa al festeggiamento durante il quale si invocano gli spiriti protettori.
Durante le festività, i brau di tutte le età si ubriacano, suonano tradizionali gong in bronzo e xilofoni chiamati klong put, eseguono musiche proprie e cantano brani tipici dell'etnia. Durante le feste esibiscono lance e scudi tribali. Una delle feste più sentita è quella in cui avviene il sacrificio del bufalo.  Grandi celebrazioni si fanno anche per il raccolto del riso..
Il piatto principale è il riso glutinoso, che viene consumato con verdure, peperoncino, pesce ed il pollame o altri animali che allevano. Sia gli uomini che le donne bevono alcolici prodotti nel villaggio.

## Economia
Sono dediti principalmente all'agricoltura e fanno largo uso della pratica del debbio. Quando il terreno è sfruttato a sufficienza, l'intera comunità si sposta in zone adiacenti. I prodotti più coltivati sono il riso, il mais e la manioca. Si piantano i semi praticando fori nel terreno con dei bastoni ed il raccolto viene fatto a mano. Altre importanti fonti di sostentamento sono la caccia, la pesca e le bacche raccolte nelle foreste. Molti degli attrezzi metallici sono prodotti dai brau.
Gli uomini sono abili nell'intrecciare la paglia ed il bambù, le ceste con le cinghie che si mettono sulle spalle come zaini sono i principali mezzi per il trasporto delle merci. Per acquistare indumenti ed altri generi di necessità, i brau barattano i loro prodotti agricoli e le risorse che si procurano nella foresta.